# Sebil Ghazi
Sebil Ghazi (Arabic:سبيل غازي) (sinh ngày 17 tháng 11 năm 1994) là một cầu thủ bóng đá người Các Tiểu vương quốc Ả Rập Thống nhất. Hiện tại anh thi đấu cho Hatta theo dạng cho mượn từ Al-Nasr.